# ماهی دم‌شمشیری
ماهی دم‌شمشیری (نام علمی: Xiphophorus) نام یک سرده از تیرهٔ رنگین‌ماهیان است. این ماهیان زنده زا هستند و از طریق لقاح داخلی تولید مثل می‌کنند.
نام Xiphophorus مشتق شده از واژه یونانی به معنی خنجر است.
گونه‌های مختلف دم‌شمشیری بومی مناطق بلیز، گواتمالا، هندوراس، مکزیک می‌باشد.

## ویژگی‌ها

### طول بدن
طول بدن این ماهی از ۱۰ تا ۱۵ سانتی‌متر می‌باشد.

### تکثیر
ماهی دم‌شمشیری از ماهیان زنده زا آب شیرین است. این ماهی مانند بسیاری از گونه‌های Xiphophorus یا platyfish (پلاتی‌ها) و گونه X. hellerii، زنده زا هستند، به این معنی که آنها از طریق لقاح داخلی تولید مثل می‌کنند بدین معنی که باله مقعدی ماهی نر به گونوپودیوم (آلت تناسلی) تبدیل شده‌است، اندامی به شکل لوله که تقریبا شبیه به آلت تناسلی پستاندران، برای تولید مثل استفاده می‌شود.

### تفاوت های دم شمشیری نر و ماده
در ماهی نر انتهای دم زائده ای بلند به شکل شمشیر وجود دارد.باله زیر شکم مخرجی در ماده ها به صورت پهن و بزرگ است.

## دمای مناسب نگهداری
دمای مناسب نگهداری این ماهی ۲۴ الی ۲۶ درجه سانتی گراد می‌باشد.

## گونه‌ها
دم‌شمشیری‌ها
- دم‌شمشیری سبز Xiphophorus hellerii
- Xiphophorus alvarezi
- Xiphophorus birchmanni
- Xiphophorus clemenciae
- Xiphophorus cortezi
- Xiphophorus hellerii
- Xiphophorus kallmani
- Xiphophorus malinche
- Xiphophorus mayae
- Xiphophorus meyeri
- Xiphophorus mixei
- Xiphophorus montezumae
- Xiphophorus monticolus
- Xiphophorus multilineatus
- Xiphophorus nezahualcoyotl
- Xiphophorus nigrensis
- Xiphophorus pygmaeus
- Xiphophorus signum

پلاتی‌ها
- ماهی دم‌شمشیری جنوبی Xiphophorus maculatus
- Xiphophorus andersi
- Xiphophorus continens
- Xiphophorus couchianus
- Xiphophorus evelynae
- Xiphophorus gordoni
- Xiphophorus kosszanderi
- Xiphophorus maculatus
- Xiphophorus milleri
- Xiphophorus roseni
- Xiphophorus variatus
- Xiphophorus xiphidium